# Yasuhito Morishima
Yasuhito Morishima (森島 康仁 Morishima Yasuhito?, nacido el 17 de septiembre de 1987 en Hyogo) es un futbolista japonés que se desempeña como delantero.

## Trayectoria

### Clubes
| Club                | País  | Año         |
| ------------------- | ----- | ----------- |
| Cerezo Osaka        | Japón | 2006 - 2008 |
| Oita Trinita        | Japón | 2008 - 2013 |
| Kawasaki Frontale   | Japón | 2014        |
| Júbilo Iwata        | Japón | 2015 - 2016 |
| Tegevajaro Miyazaki | Japón | 2017        |
| Tochigi Uva FC      | Japón | 2018 -      |
| Fujieda MYFC        | Japón | 2019 -      |

## Estadística de carrera

### J. League
| Club              | Año   | J. League | J. League | Copa J. League | Copa J. League | Total | Total |
| Club              | Año   | Part.     | Goles     | Part.          | Goles          | Part. | Goles |
| ----------------- | ----- | --------- | --------- | -------------- | -------------- | ----- | ----- |
| Cerezo Osaka      | 2006  | 2         | 0         | 0              | 0              | 2     | 0     |
| Cerezo Osaka      | 2007  | 33        | 6         | -              | -              | 33    | 6     |
| Cerezo Osaka      | 2008  | 9         | 1         | -              | -              | 9     | 1     |
| Oita Trinita      | 2008  | 15        | 2         | 4              | 0              | 19    | 2     |
| Oita Trinita      | 2009  | 9         | 1         | 1              | 0              | 10    | 1     |
| Oita Trinita      | 2010  | 25        | 2         | -              | -              | 25    | 2     |
| Oita Trinita      | 2011  | 35        | 11        | -              | -              | 35    | 11    |
| Oita Trinita      | 2012  | 37        | 14        | -              | -              | 37    | 14    |
| Oita Trinita      | 2013  | 30        | 7         | 5              | 1              | 35    | 8     |
| Kawasaki Frontale | 2014  | 12        | 2         | 2              | 0              | 14    | 2     |
| Júbilo Iwata      | 2015  | 26        | 3         | -              | -              | 26    | 3     |
| Júbilo Iwata      | 2016  | 15        | 1         | 3              | 0              | 18    | 1     |
| Total             | Total | 248       | 50        | 15             | 1              | 263   | 51    |

## Palmarés

### Títulos nacionales
| Título         | Club         | País  | Año  |
| -------------- | ------------ | ----- | ---- |
| Copa J. League | Oita Trinita | Japón | 2008 |